# 北山經
《北山经》，为《山海经》山部的第三部，其中描述书中北山部的各种山脉、流水、鸟兽、矿物与神祇。
此卷包括《北山首經》、《北山二經》、《北山三經》，分别讲述單狐之山至隄山、管涔之山至敦題之山、太行之山至毋逢之山等。此外，作為一部充滿神話色彩的地理和禮儀古籍，此卷中描述的一些神祇等，都深深地影響到此後數千年的東亞文化圈中國家的禮儀和文化。

## 首经

### 單狐山
北山经的首山为单狐山又稱首座山，山上长有茂密的桤木，以及茂盛的华草。漣水从这里发源，然后向西流入坳水，水中多有紫色石和花纹石。

### 求如山
再向北二百五十里是求如山，山上多产铜矿，山下多产玉石，草木不生。滑水发源于此山，并向西方注入諸毗之水。水中多产滑鱼，它的形状像黄鳝，红背、声音如人的支吾声，吃了它的肉可以治愈赘瘤。滑水里还多产水马，它的形状像马，花臂膊、牛尾，发出像人的呼叫声。

### 帶山
再向北三百里是带山，山上多产玉石，山下多产青碧。山中有一种兽，它的形状像马，长一只角，角上有甲错，名为䑏疏，可用来防避火灾。山中还有一种鸟，形状像乌鸦，长着五彩羽毛、红色斑纹，名为鵸䳜（一说鵸鵌）。它自为雄雌，吃了后可不生痈疽。彭水发源自此山，向西注入芘湖，水中多产鯈鱼，形状如鸡，长着红毛、三条尾巴、六只脚、四个脑袋，它的叫声像喜鹊，吃了它的肉可以忘掉忧愁。

### 谯明山
再向北四百里是谯明山。谯水发源于此山，向西流入黄河。谯水中多产何羅魚，一个头、十个身子，它的声音就像狗叫，吃了它可以治愈痈疮。有一种兽，它的形状像貆、长有红色细毛，其叫声如同辘轳抽水的声音，名叫孟槐，可以用来防御凶灾。这座山，不生草木，多产石青和雄黄。